# I級駆逐艦 (2代)
I級駆逐艦（英語: I-class destroyer）は、イギリス海軍の駆逐艦の艦級。G・H級をもとに水雷兵器を強化した駆逐艦として、1935-6年度で9隻が建造された。またトルコ海軍もこれに準じた設計で4隻を建造しており、このうち2隻は第二次世界大戦の勃発に伴ってイギリス海軍に編入された。イントレピッドをネームシップとして、イントレピッド級（Intrepid-class）と称することもある。

## 来歴
イギリス海軍は1924-5年度より駆逐艦の建造を再開し、まず第一次世界大戦の戦訓や新しい技術を盛り込んだプロトタイプとしてアマゾンとアンバスケイドを建造したのち、1927-8年度で量産型としてA級、続く1928-9年度で小改正型のB級が建造された。また1929-30年度では大型化して燃料の搭載量増加を図ったC級、1930-1年度では対潜戦能力を強化したD級が建造された。
C・D級は好評であり、1931-2年度では艦砲を改良したE級、1932-3年度では水雷兵器を更新したF級と、順次に拡大強化を重ねていった。しかしロンドン海軍軍縮条約の制約から駆逐艦の艦型抑制が求められたことから、1933-4年度の建造艦は、機関部の設計変更によって艦型の圧縮を図ったG級に移行し、続く1934-5年度も、その小改正型であるH級が建造された。そして1935-6年度では、G・H級をもとに水雷兵器を強化した艦が建造されることとなった。これが本級である。

## 設計
上記の経緯より、設計はH級のものがおおむね踏襲された。機関構成も同様で、アドミラルティ式3胴型水管ボイラー（圧力300 lbf/in2 (21 kgf/cm2)、温度326.7℃）とパーソンズ式オール・ギヤード・タービンを基本としたが、アイレクスではラモント式ボイラーが搭載された。これは英駆逐艦として初の強制循環型ボイラ―であり、アドミラルティ式と比して重量・スペースで5パーセントほど少なかったものの、効率面では劣っていたとされている。

## 装備
艦砲は、H級と同様、45口径12cm砲（QF 4.7インチ砲Mk.IX）4門をCP Mk.XVIII砲架と組み合わせて、仰角40度の両用砲として搭載した。搭載弾薬の4分の1にあたる200発を高角砲弾とするとともに、対空射撃用の射撃指揮装置を搭載して、両用砲としての性格を更に強める計画であったが、後者は実現しなかった。また従来の艦級と同様、嚮導艦のイングルフィールドでは5門の搭載となった。なお対空兵器はG・H級と同じく、4連装12.7mm機銃を採用した。
一方、水雷兵器としては従来艦が4連装21インチ魚雷発射管を搭載していたのに対し、本級では5連装が搭載された。これは1933年の演習により、特に夜襲においては、多数艦による攻撃では特定目標に対して攻撃が過度に集中することが判明し、所要隻数を減らすため個艦あたりの射線数を増やすことが求められたためで、G級グローウォームで試験が行われていたものであった。搭載魚雷はF級以来のMk.IX魚雷とされた。また対潜戦用としてASDIC（アクティブ・ソナー）と対潜爆雷投射機、対機雷戦用として2速駆逐艦掃海具（TSDS）も併載された。
その後、第二次世界大戦が勃発すると一部は護衛駆逐艦としての改装を受け、4.7インチ砲1門ないし2門および後部魚雷発射管の撤去をバーターとして、20mm機銃の増設による防空火力の強化やヘッジホッグ対潜迫撃砲の搭載、爆雷搭載数の増加がなされた。また4隻が主砲の半数と発射管を撤去して、高速敷設艦に改造されている。

## 同型艦
従来どおり、嚮導艦1隻を含む9隻を建造するというパターンが堅持された。第二次世界大戦では5隻が戦没、1隻が衝突事故で喪失している。
| #   | 艦名                                      | 造船所                  | 就役           | その後 |
| --- | ----------------------------------------- | ----------------------- | -------------- | --- |
| D03 | イカルス HMS Icarus                       | ジョン・ブラウン        | 1937年 5月1日  | 1946年8月29日に退役、同年10月29日にスクラップとして売却。 |
| D61 | アイレックス HMS Ilex                     | ジョン・ブラウン        | 1937年 1月28日 | 1946年1月22日にスクラップとして売却、1948年に解体。 |
| D44 | イモージェン HMS Imogen                   | ホーソン・レスリー      | 1937年 6月2日  | 1940年7月16日深夜、濃霧の中を航行中に軽巡洋艦「グラスゴー」との衝突事故により沈没。                                                                                            |
| D09 | インペリアル HMS Imperial                 | ホーソン・レスリー      | 1937年 6月30日 | クレタ島撤退戦に参加中の1941年5月28日、カソス島の東55マイルにてイタリア空軍爆撃機からの至近弾を受ける。 この時に操舵装置が故障したため、翌29日に「ホットスパー」が魚雷で処分。 |
| D11 | インパルシヴ HMS Impulsive                | J・サミュエル・ホワイト | 1938年 1月29日 | 1946年1月にスクラップとして解体 |
| D02 | イングルフィールド HMS Inglefield ※嚮導艦 | キャメル・レアード      | 1937年 6月25日 | シングル作戦参加中の1944年2月25日、アンツィオ沖にてドイツ空軍機から投下された誘導爆弾「Hs 293」の直撃により撃沈。                                                              |
| D10 | イントレピッド HMS Intrepid               | J・サミュエル・ホワイト | 1937年 7月29日 | 1943年9月26日、レロス島沖にてドイツ空軍のJu 88の爆撃により撃沈。 |
| D87 | アイシス HMS Isis                         | ヤーロウ                | 1937年 6月2日  | 1944年7月20日、ノルマンディー沖にて触雷し沈没。 |
| D16 | アイヴァンホー HMS Ivanhoe                | ヤーロウ                | 1937年 8月24日 | 1940年8月31日夜、オランダのテセル島沖にて無標識の機雷原に入り込み触雷・大破（テセルの惨事）。 翌9月1日に「ケルヴィン」の砲撃により撃沈処分。                                   |

### トルコ海軍
トルコ海軍は1938年に、I級駆逐艦の準同型艦「デミルヒサル級駆逐艦」4隻をイギリスに発注した。この艦は、魚雷発射管を8門（4連装×2基）に削減した以外はオリジナルのI級と全く同じ兵装・性能である。
第二次世界大戦勃発時点では4隻とも全て建造中であったが、イギリス海軍はうち2隻を大戦勃発に伴いトルコから購入した。
イギリス海軍に買い取られなかった2隻はそのまま建造が続けられ、1942年にトルコ海軍に引き渡された。イギリス海軍が買い取った2隻のうち、終戦まで生き延びた1隻が1946年にトルコに引き渡され、3隻とも1960年まで運用された。
| 艦名 · トルコ海軍              | #    | 艦名 · イギリス海軍                      | 造船所                         | 就役           | その後 |
| ------------------------------ | ---- | ---------------------------------------- | ------------------------------ | -------------- | --- |
| ムアヴェネト TCG Muavenet      | H49  | インコンスタント HMS Inconstant          | ヴィッカース・アームストロング | 1942年 1月24日 | 1946年3月9日付でトルコ海軍に返還されるとともに、艦名を「ムアヴェネト」に戻す。 1960年に退役。 |
| ガイレト TCG Gayret            | H05  | イシュリエル HMS Ithuriel                | ヴィッカース・アームストロング | 1942年 3月3日  | 1942年11月28日、アンナバ沖にてドイツ空軍機の爆撃を受け大破。 アルジェでの応急修理後ジブラルタル、さらにはプリマスへ曳航される。 1944年8月8日にプリマスへ到着後、修理を断念。スクラップとして解体。 |
| スルタンヒサル TCG Sultanhisar | 不明 | トルコ海軍に引き渡し ※英海軍での艦名なし | ウィリアム・デニー             | 1941年 6月28日 | 1960年退役 |
| デミルヒサル TCG Demirhisar    | 不明 | トルコ海軍に引き渡し ※英海軍での艦名なし | ウィリアム・デニー             | 1942年         | 1960年退役 |